# 반계서원
반계서원(潘溪書院)은 대한민국 전라남도 나주시에 위치했던 조선 시대의 서원이다. 1695년에 창건되었으며, 박상충(朴尙衷)을 제향했었지만 서원철폐령으로 철폐되었다.